# 新宿の女
「新宿の女」（しんじゅくのおんな）は、1969年9月25日に発売された藤圭子のデビューシングル。

## 解説
- 作詞は石坂まさをとみずの稔の共作[注釈 1]、作曲が石坂まさをによる、藤圭子のデビューシングル。当時のフレーズは「演歌の星を背負った宿命の少女!!」であった[1][2]。
- レコード売上は累計88万枚（公称）[3]。

- 東京・新宿の盛り場を舞台とした、ご当地ソングのひとつ。発売は1969年9月だったが、1970年1月になってオリコン・チャートのトップ10に初登場[要出典]。なお、この年の藤圭子は2枚目のシングル「女のブルース」から5枚目「女は恋に生きてゆく」まで計4枚のシングルで、42週間連続のトップ10入りを記録している。

- 「新宿の女」が収録され、タイトルにもなったファースト・アルバム『新宿の女/“演歌の星”藤圭子のすべて』は、オリコンアルバムチャートで20週連続で1位を獲得した。詳細はアルバムの項目を参照のこと。なお、オリコンがアルバムチャートを集計し、発表し始めたのは1970年からであった。

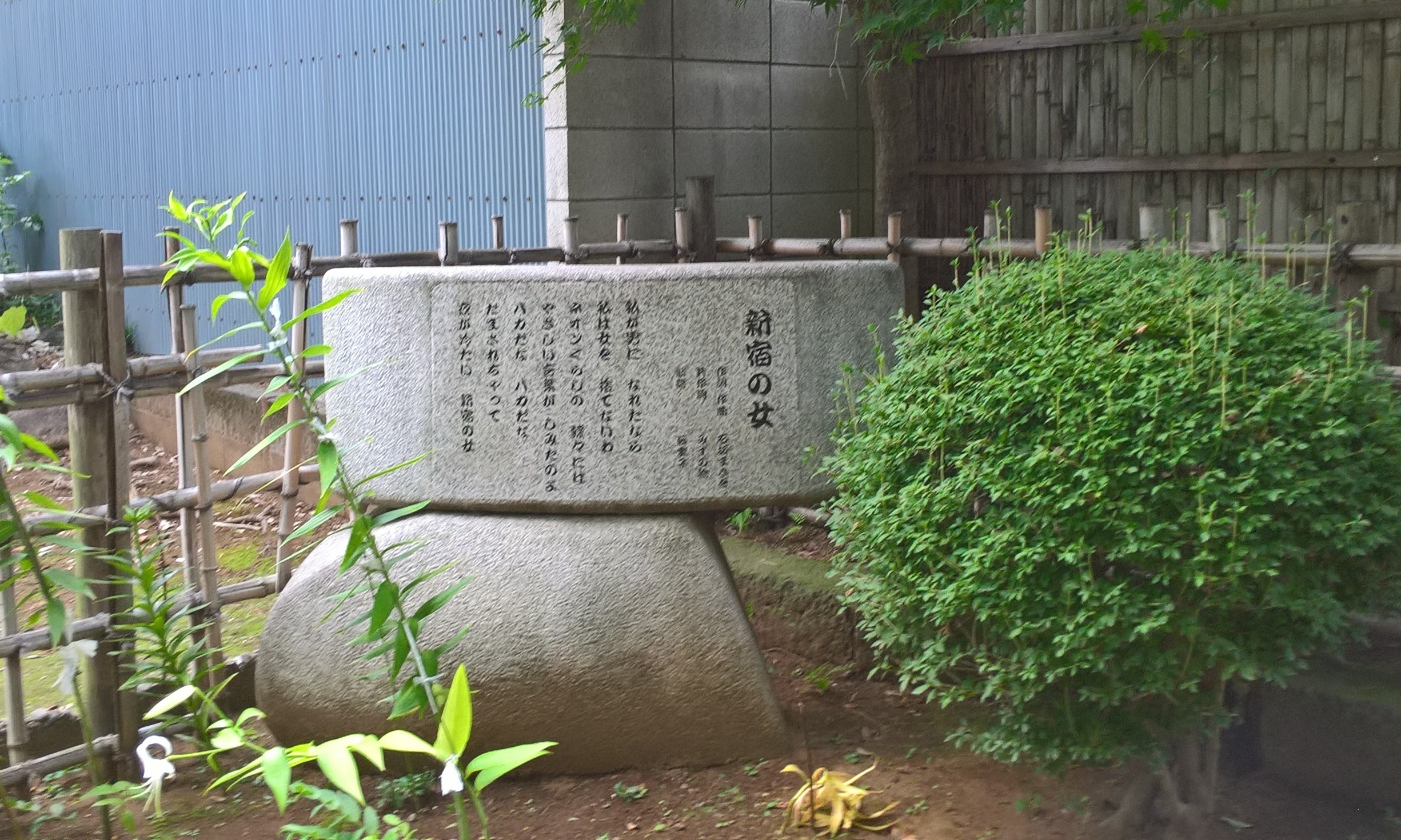
新宿の女歌謡碑。西向天神社内

- 新宿区・西向天神社には、「新宿の女」の歌碑が存在する。この西向天神社は、デビュー時に「新宿の女」発売キャンペーンの出陣式を行った場所であった[4]。
- その人気から初出演となる同タイトルの映画『盛り場流し唄　新宿の女』（1970年、日活）が制作された。
- デビュー1枚目でヒットに至り、突如として歌謡界に君臨したためか、1996年夏にNHK『第28回思い出のメロディー』へ出演した際には、司会者の宮本隆治からイントロで「（当時）歌謡界に彗星のごとくあらわれ…」と紹介された[要出典]。

- 中島みゆきがエッセイで、"あたしの「新宿の女」"と題して、歌詞としては、成り立たないとしながら新宿のイメージから「 私は女(であること)を捨てないわ」との解釈を述べている[5]。

## 収録曲
- 両楽曲共に、作曲：石坂まさを

1. 新宿の女（3分40秒）
作詞：石坂まさを、みずの稔／編曲：小谷充
2. 生命（いのち）ぎりぎり（3分35秒）
作詞：石坂まさを／編曲：池田孝

## 主な収録作品
- 藤圭子 伝説の名曲（1999年、BVCK- 37046）
- 聞いて下さい私の人生〜藤圭子コレクション（2000年、BVCK-37085/90）
- GOLDEN☆BEST 藤圭子（2005年、BVCK-38110）
- GOLDEN☆BEST 藤圭子 ヒット&カバーコレクション 艶歌と縁歌（2010年、MHCL-1825/6）
- 新宿の女 (復刻版)（2013年、MHCL-30048）